# Eugenio Xavier de Mello
Eugenio Xavier de Mello Ferrand es un profesor, columnista y abogado uruguayo.

## Biografía
Estudió en la Facultad de Derecho de la Universidad de la República, obteniendo el título de Doctor en Derecho y Ciencias Sociales. Comparte su estudio profesional con Ronald Herbert, Juan Andrés Ramírez y Alejandro Abal Oliú.
Se especializó en Derecho Comercial, constituyendo una figura de referencia en el país. Ejerce la docencia en la UdelaR y en la UCUDAL. También integra los tribunales ad hoc del Mercosur.
Integra el consejo de redacción de la Revista de Derecho de la UCUDAL. También es columnista invitado en el diario El País de Montevideo.
Está casado con la abogada Ema Carozzi, experta en Derecho de Familia.